# Jerzy Grzechowiak
Jerzy Grzechowiak (ur. 8 marca 1929 w Warszawie, zm. 19 lipca 2003 we Wrocławiu) – polski chemik, profesor, specjalista w zakresie technologii ropy naftowej i petrochemii, katalizatorów oraz hydrorafinacji

## Życiorys
Pod koniec II wojny światowej wywieziony wraz z rodziną na roboty przymusowe do Rzeszy.
Ukończył studia na Uniwersytecie im. M. W. Łomonosowa w Moskwie (1956). Przez krótki okres pracował w Rafinerii Nafty w Trzebini. Następnie zatrudniony na stanowisku asystenta na Wydziale Chemicznym Politechniki Wrocławskiej. W 1962 obronił pracę doktorską (promotor: prof. Zdzisław Tomasik). Tytuł profesora nadzwyczajnego uzyskał w 1973, a profesora zwyczajnego – w 1979. W latach 1964–1965 odbył staż na University College of Wales w Wielkiej Brytanii.
Przedmiotem jego zainteresowań badawczych przez cały okres działalności zawodowej były katalizatory i procesy hydroodsiarczania, hydrorafinacji i hydroizomeryzacji frakcji węglowodorowych pochodzenia naftowego i węglowego oraz krakingu destylatów próżniowych. Opracowany przez jego zespół katalizator do reformowania benzyn wykorzystywany był przez wiele lat w Rafinerii Gdańskiej. Opublikował ok. 120 prac naukowych, w tym dwie monografie. Autor i współautor 27 patentów. Wypromował 7 doktorów.
Prorektor Politechniki Wrocławskiej w latach 1982–1984.

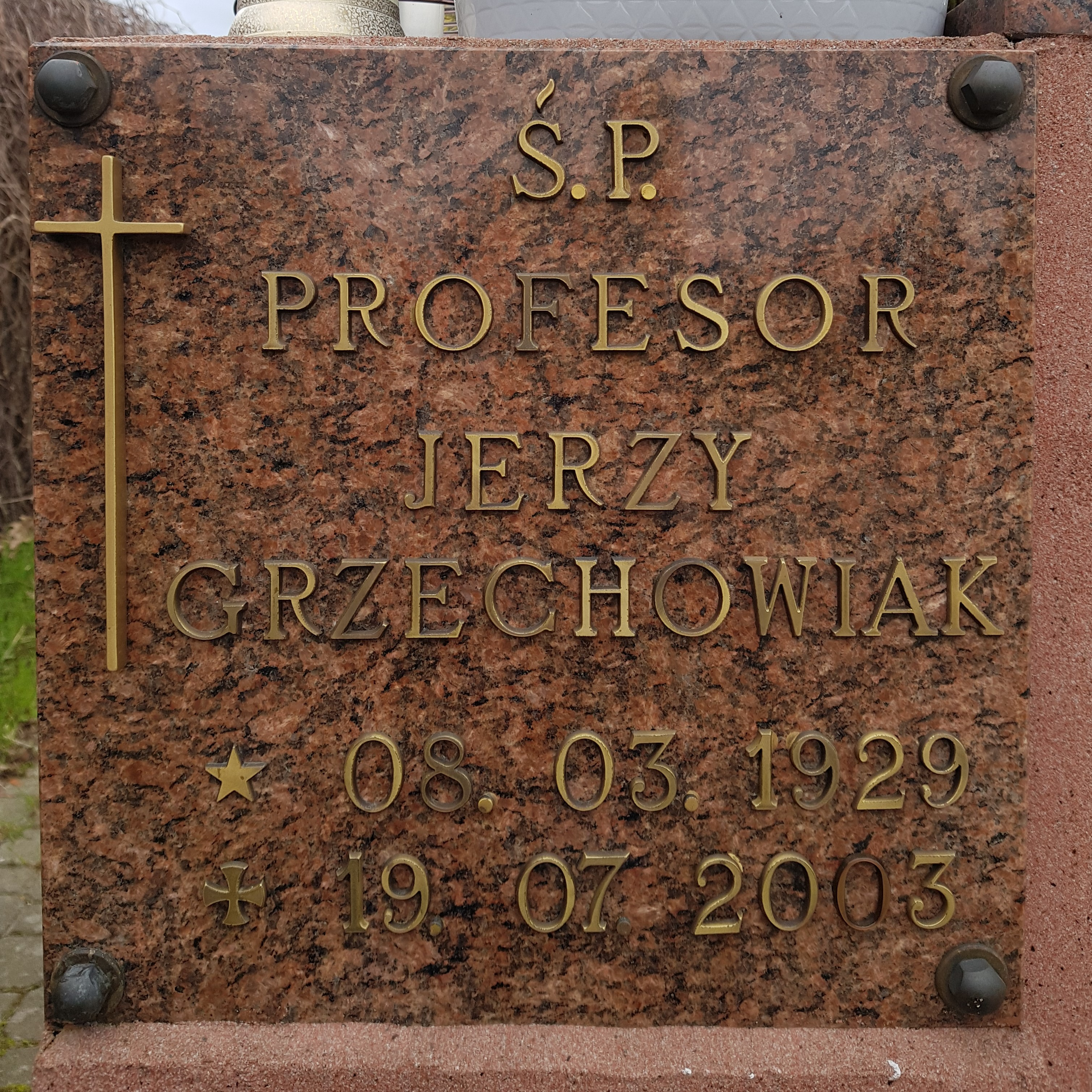
Grób prof. Jerzego Grzechowiaka na Cmentarzu Komunalnym Psie Pole we Wrocławiu

Odznaczony Krzyżem Kawalerskim Orderu Odrodzenia Polski, Medalem 30-lecia Polski Ludowej, Medalem Politechniki Wrocławskiej. Jego grób znajduje się na Cmentarzu na Psim Polu we Wrocławiu.